# Pianosequenza
Pianosequenza è un film del 2005 diretto da Louis Nero.

## Produzione
Iniziato nell'ottobre 2003, il film fu girato a Torino, città in cui è ambientato il racconto. Poiché il film è stato girato tutto in un'unica sequenza, le prove con gli attori sono durate per più di sei mesi. Gli attori, i tecnici ed il regista hanno dovuto memorizzare tutto il film, compresi i movimenti dei personaggi.